# غلام عباس (دونده)
غلام عباس (انگلیسی: Ghulam Abbas؛ زادهٔ ۱۹ مارس ۱۹۶۶) دونده دو با مانع اهل پاکستان بود.